# 聖安東尼奧 (科潘省)
聖安東尼奧（西班牙語：San Antonio），是洪都拉斯的城鎮，位於該國西部，由科潘省負責管轄，始建於1887年，面積119.3平方公里，海拔高度587米，2001年人口9,465，人口密度每平方公里79.34人。
15°1′0″N 88°53′0″W / 15.01667°N 88.88333°W